# Jan Kleintjes
Johannes Leonardus (Jan) Kleintjes (Rotterdam, 24 mei 1872 - Heerde, 2 mei 1955) was een Nederlandse kunstschilder.

## Leven en werk
Kleintjes werd in 1872 in Rotterdam geboren als zoon van de kanselier Leonardus Theodorus Kleintjes en Maria Johanna Lucia Kleintjes. Kleintjes bracht een deel van zijn jeugd door in Berlijn, maar verbleef in die periode ook regelmatig op een kostschool in Baarn. Kleintjes werd van 1891 tot 1894 opgeleid aan de Rijksakademie van Beeldende Kunsten in Amsterdam. Hij kreeg les van August Allebé, Carel Lodewijk Dake en Nicolaas van der Waay. Tijdens zijn studie leerde hij de kunstschilderes Hedwig Cecile Albertine van Osselen kennen met wie hij op 6 juni 1899 in het Belgische Sint-Gillis in het huwelijk trad. Na hun huwelijk vestigde het echtpaar zich in het landhuis Huize Kolthoorn in Heerde, waar hij tot zijn overlijden in 1955 bleef wonen. Dit landhuis met een grote tuin, die hij in de arts-and-craftsstijl vorm gaf (inclusief arboretum), en een landgoed in de buurtschap "Kolthoorn", liet hij verschillende malen verbouwen. In 1904 liet hij een groot atelier aanbouwen. Kleintjes legde zich toe op het schilderen van genre- en figuurvoorstellingen en stadsgezichten. Daarnaast schilderde hij ook portretten. Hij portretteerde onder anderen prins Hendrik in jagerstenue. Zijn vrouw legde zicht toe op bloemstillevens. Op Huize Kolthoorn heeft hij regelmatig muziekavonden georganiseerd. In 1912 maakte het echtpaar Kleintjes-van Osselen een studiereis naar Java. 
Werk van Kleintjes werd regelmatig geëxposeerd. Toen zijn vrouw nog leefde werden hun werken veelal gezamenlijk tentoongesteld. Na het overlijden van zijn vrouw ging hij ook bloemenstillevens schilderen als een vorm van eerbetoon aan zijn vrouw. Hij was lid van de kunstenaarsgenootschappen Arti et Amicitiae en Sint Lucas in Amsterdam en van de Haagse Kunstkring. In 1903 werd hij bekroond met de Willink van Collenprijs. Werk van Kleintjes bevindt zich in de collectie van Museum Geelvinck te Heerde (Huize Kolthoorn), de Universiteit van Amsterdam, het Paleis Het Loo, het Nederlands Letterkundig Museum in Den Haag en in Amsterdam het Rijksmuseum, het Tropenmuseum, het Stedelijk Museum en het Amsterdam Museum, alsook de Heerder Historische Vereniging (grote collectie) en de Gemeente Heerde. Kleintjes overleed in mei 1955, bijna 83 jaar oud, in zijn woonplaats Heerde.
De hoogleraar en rechtsgeleerde Philip Kleintjes was zijn halfbroer.
De website die in samenwerking met het Heerder Historisch Museum tot stand kwam, geeft een uitgebreid overzicht van het leven en van de werken van Jan Kleintjes en zijn echtgenote Hedwig Kleintjes-van Osselen.
- Biografisch Portaal: 00680970
- Gemeinsame Normdatei: 122382188
- International Standard Name Identifier: 0000 0000 4747 6015
- Library of Congress Control Number: nr00012205
- Nederlandse Thesaurus van Auteursnamen: 189502320
- RKD-Nederlands Instituut voor Kunstgeschiedenis: 44730
- Système universitaire de documentation: 243094590
- Union List of Artist Names: 500701626
- Virtual International Authority File: 72274072
- WorldCat: E39PBJhxty66pB8HdQTjk8b8G3